# Alain Cervantes
Pour les articles homonymes, voir Cervantes (homonymie).
Alain Cervantes (né le 17 novembre 1983 à Morón à Cuba) est un joueur de football international cubain, qui évolue au poste d'attaquant.

## Biographie

### Carrière en club
Véritable maître à jouer de son club du FC Ciego de Ávila, Cervantes rafle deux championnats de Cuba en 2003 et 2009-10. En 2013, il prend une année sabbatique et revient au sein du Ciego de Ávila la saison suivante où il redevient champion de Cuba tout en étant désigné meilleur joueur du tournoi.

### Carrière en sélection
Avec l'équipe de Cuba, il joue 68 matchs (pour 8 buts inscrits) à partir de 2003 et dispute notamment les qualifications pour les Coupes du monde de 2006, 2010 et 2014. En 2012 il prend sa retraite internationale avant de se raviser et revenir trois ans plus tard pour participer aux éliminatoires du Mondial 2018. En tout il prend part à 14 matchs de qualification de la Coupe du monde (un but marqué). 
En outre il figure dans le groupe des sélectionnés lors des Gold Cup de 2003, 2005, 2007, 2011 et 2015.

#### Buts en sélection
| Buts en sélection d'Alain Cervantes | Buts en sélection d'Alain Cervantes | Buts en sélection d'Alain Cervantes                        | Buts en sélection d'Alain Cervantes | Buts en sélection d'Alain Cervantes | Buts en sélection d'Alain Cervantes | Buts en sélection d'Alain Cervantes |
|                                     | Date                                | Lieu                                                       | Adversaire                          | Score                               | Résultat                            | Compétition                         |
| ----------------------------------- | ----------------------------------- | ---------------------------------------------------------- | ----------------------------------- | ----------------------------------- | ----------------------------------- | ----------------------------------- |
| 1.                                  | 20 juin 2004                        | Estadio Alejandro Morera Soto, Alajuela (Costa Rica)       | Costa Rica                          | 1-1                                 | 1-1                                 | QCM 2006                            |
| 2.                                  | 21 décembre 2004                    | Stade Dillon, Fort-de-France (Martinique)                  | Martinique                          | 1-0                                 | 2-0                                 | CAR 2005                            |
| 3.                                  | 12 juillet 2005                     | Gillette Stadium, Foxborough (États-Unis)                  | Canada                              | 1-2                                 | 1-2                                 | GC 2005                             |
| 4.                                  | 23 janvier 2007                     | Hasely Crawford Stadium, Port of Spain (Trinité-et-Tobago) | Guadeloupe                          | 1-0                                 | 2-1                                 | CAR 2007                            |
| 5.                                  | 23 janvier 2007                     | Hasely Crawford Stadium, Port of Spain (Trinité-et-Tobago) | Guadeloupe                          | 2-0                                 | 2-1                                 | CAR 2007                            |
| 6.                                  | 27 octobre 2008                     | Estadio Pedro Marrero, La Havane (Cuba)                    | Suriname                            | 1-0                                 | 6-0                                 | CAR 2008                            |
| 7.                                  | 27 octobre 2008                     | Estadio Pedro Marrero, La Havane (Cuba)                    | Suriname                            | 2-0                                 | 6-0                                 | CAR 2008                            |
| 8.                                  | 12 novembre 2010                    | Antigua Recreation Ground, St. John's (Antigua-et-Barbuda) | Suriname                            | 2-2                                 | 3-3                                 | CAR 2010                            |

NB : Les scores sont affichés sans tenir compte du sens conventionnel en cas de match à l'extérieur (Cuba-Adversaire).

## Palmarès

### En club
- Champion de Cuba en 2003, 2009-10 et 2014 avec le FC Ciego de Ávila.

### En équipe nationale
- Finaliste de la Coupe caribéenne des nations en 2005.
- Médaille de bronze aux Jeux d'Amérique centrale et des Caraïbes de Veracruz 2014[6].

### Distinctions individuelles
- Meilleur joueur du championnat de Cuba 2014[3].